# 太子伋
太子伋（？—前701年），姬姓，名伋，又稱為急子，中國春秋时期卫国政治人物，卫宣公的儿子。

## 生平
他是卫宣公和自己父亲卫庄公的侍妾夷姜私通，生下了急子。卫宣公继位後，以急子为太子。卫宣公为急子娶齐女宣姜，又见宣姜美貌，趁急子出使郑国之际，娶宣姜为夫人。卫宣公对急子猜忌，派急子出使齐国，想在路上派刺客杀死他。宣姜生的儿子公子寿在船上把哥哥急子灌醉，拿着出使的标志白旄，代兄赴死。急子醒来后，赶到了弟弟被杀的地方，说：“所当杀乃我也。我之求也。此何罪？请杀我乎！”急子也被杀死。